# Osiedle 40-lecia (Biała)
Osiedle 40-lecia – osiedle mieszkaniowe w Białej.
Osiedle zostało oddane do użytku w 1984 roku.
Nazwa osiedla upamiętnia 40-lecie istnienia Polski Ludowej.

## Teren
W skład osiedla wchodzą ulice:
- Prudnicka
- Jana i Karola Augustynów
- ks. Karola Koziołka
- Mikołaja Kopernika
- Słoneczna
- Arki Bożka
- Bronisława Koraszewskiego
- Franciszka Suchego